# Valdetorres (kommunhuvudort)
Valdetorres är en kommunhuvudort i Spanien.   Den ligger i provinsen Provincia de Badajoz och regionen Extremadura, i den centrala delen av landet, 260 km sydväst om huvudstaden Madrid. Valdetorres ligger 243 meter över havet och antalet invånare är 1 301.
Terrängen runt Valdetorres är platt.Runt Valdetorres är det ganska glesbefolkat, med 29 invånare per kvadratkilometer. Närmaste större samhälle är Don Benito, 18,4 km öster om Valdetorres. Trakten runt Valdetorres består till största delen av jordbruksmark.